# Lysiphyllum
Lysiphyllum – rodzaj roślin z rodziny bobowatych (Fabaceae). Obejmuje 8 gatunków występujących w południowo-wschodniej Azji, w Australii i Oceanii; przy czym centrum zróżnicowania jest Australia, dla której 4 gatunki są endemitami, 1 gatunek rośnie od Tajlandii do północnej Australii, 1 jest endemitem Tajlandii, a 2 północnego Borneo. Są to drzewa, krzewy i pnącza rosnące w lasach wilgotnych i zalewowych, w zaroślach, zbiorowiskach welonowych. Niektóre gatunki wykorzystywane są lokalnie jako rośliny lecznicze.

## Systematyka
Pozycja systematyczna
Jeden z rodzajów podplemienia Bauhiniinae, plemienia Cercideae i podrodziny Cercidoideae z rodziny bobowatych Fabaceae. W szerokim ujęciu rodzaju bauhinia Bauhinia takson ten zaliczany był do niego jako sekcja Lysiphyllum Benth.(1865).
Wykaz gatunków
- Lysiphyllum binatum (Blanco) de Wit
- Lysiphyllum carronii (F.Muell.) Pedley
- Lysiphyllum cunninghamii (Benth.) de Wit
- Lysiphyllum dewitii (K.Larsen & S.S.Larsen) Bandyop. & Ghoshal
- Lysiphyllum diphyllum (Banks) de Wit
- Lysiphyllum gilvum (F.M.Bailey) Pedley
- Lysiphyllum hookeri (F.Muell.) Pedley
- Lysiphyllum winitii (Craib) de Wit